# Пригоди Джорджа
Приго́ди Джо́рджа — серія дитячих науково-фантастичних книг, написаних відомим фізиком-теоретиком Стівеном Гокінґом та його донькою Люсі Гокінґ.

## Загальна інформація
Ідея серії пізнавальних фантастичних книжок для дітей виникла у доньки Гокінґа, коли вона помітила, як часто діти розпитують її батька про Космос і чорні діри та переймаються тим, що з ними трапиться, якщо вони потраплять в чорну діру. 
У книжці можна дізнатися, чому не варто стрибати на кометі, коли вона летить крізь космос, що таке чорні діри, чи пощастить людству познайомитися з прибульцями, які зоряні системи звуться потрійними, що таке адронний колайдер та інші найцікавіші загадки Всесвіту. Це не лише захоплива історія про дружбу, космічні мандри та шкільні перипетії, а й неймовірна розоповідь про те, як влаштований світ, у якому ми живемо.

### Джордж і таємний ключ до Всесвіту
Перша книга була опублікована у 2007 році під назвою «Джордж і таємний ключ до Всесвіту» — це початок великої пригоди.
Вперше у «Видавництві Старого Лева» книга вийшла з особливою палітуркою: під скретч-покриттям ховається загадка для маленьких та дорослих дослідників. Хочете знати, що намальовано під сірими плямами, просто зітріть скретч-покриття монеткою.

### Джордж і скарби космосу
«Джордж і скарби космосу» — друга у  серії, 2009 року.
У книзі є сторінки «Путівника Всесвітом», у якому чимало наукових фактів. Його подарував Ерік Джорджу. Містяться такі розділи, як: Венера, Світло: як воно рухається крізь простір, Рівняння Дрейка, Як роботи мандрують космосом, Космічні винаходи, Двійковий код, Пілотований космічний політ, Як у космосі рухається звук, Титан, Супутники в космосі, Альфа Центавра, 55 Рака.

### Джордж і Великий вибух
Третьою в серії світ побачили «Джордж і Великий вибух» 2011 року.

### Джордж і незламний код
«Джордж і незламний код» 2014.

### Джордж і блакитний супутник
«Джордж і блакитний супутник» 2016 року.

### Джордж і корабель часу
Вже після смерті Стівена Гокінґа було опубліковано на цей час останню із серії книг — «Джордж і корабель часу» 2018.